# BCL2A1
BCL2A1 (англ. BCL2 related protein A1) – білок, який кодується однойменним геном, розташованим у людей на короткому плечі 15-ї хромосоми. Довжина поліпептидного ланцюга білка становить 175 амінокислот, а молекулярна маса — 20 132.
| 10         |  | 20         |  | 30         |  | 40         |  | 50         |
| ---------- |  | ---------- |  | ---------- |  | ---------- |  | ---------- |
| MTDCEFGYIY |  | RLAQDYLQCV |  | LQIPQPGSGP |  | SKTSRVLQNV |  | AFSVQKEVEK |
| NLKSCLDNVN |  | VVSVDTARTL |  | FNQVMEKEFE |  | DGIINWGRIV |  | TIFAFEGILI |
| KKLLRQQIAP |  | DVDTYKEISY |  | FVAEFIMNNT |  | GEWIRQNGGW |  | ENGFVKKFEP |
| KSGWMTFLEV |  | TGKICEMLSL |  | LKQYC      |  |            |  |            |

A: Аланін

C: Цистеїн

D: Аспарагінова кислота

E: Глутамінова кислота

F: Фенілаланін

G: Гліцин

I: Ізолейцин

K: Лізин

L: Лейцин

M: Метіонін

N: Аспарагін

P: Пролін

Q: Глутамін

R: Аргінін

S: Серин

T: Треонін

V: Валін

W: Триптофан

Задіяний у таких біологічних процесах, як апоптоз, альтернативний сплайсинг. 
Локалізований у цитоплазмі.